# Свет иллюзий
«Свет иллюзий» или «Призрачный свет» (яп. 幻の光 мабороси но хикари, англ. Maborosi) — кинофильм режиссёра Хирокадзу Корээды, вышедший на экраны в 1995 году. Экранизация романа Тэру Миямото.

## Сюжет
Юмико и Икуо — молодая супружеская пара, которая наслаждается жизнью друг с другом и со своим новорожденным сыном. Единственное, что омрачает существование Юмико, — это постоянно повторяющийся сон о том, как она не смогла остановить свою бабушку, отправившуюся умирать в родную деревню. Этот сон становится предзнаменованием трагедии: Икуо погибает, попав под поезд, причём он, похоже, даже не пытался избежать опасности. Случившееся не даёт покоя Юмико, которая надолго замыкается в себе. Родственники, озабоченные её состоянием, сводят её с вдовцом Тамио, проживающим в удалённой местности на живописном берегу моря. Взяв сына, Юмико отправляется на новое место, чтобы начать жизнь сначала...

## В ролях
- Макико Эсуми — Юмико
- Такаси Найто — Тамио
- Таданобу Асано — Икуо
- Гохки Касияма — Юити
- Наоми Ватанабэ — Томоко
- Мидори Киути — Митико
- Акира Эмото — Ёсихиро
- Муцуко Сакура — Томэно

## Награды и номинации
- 1995 — приз «Золотая Озелла» за лучшую режиссуру и почётное упоминание Католического киноцентра на Венецианском кинофестивале.
- 1995 — приз «Золотой Хьюго» за лучший фильм на Чикагском кинофестивале.
- 1996 — премия Японской киноакадемии за лучший дебют года (Макико Эсуми).
- 1996 — премия «Голубая лента» лучшей актрисе-дебютантке (Макико Эсуми).
- 1996 — премия «Майнити» за лучший дебют (Макико Эсуми) и за лучшую музыку (Чэнь Минчан).